# Dasypeltis fasciata
Dasypeltis fasciata är en ormart som beskrevs av Smith 1849. Dasypeltis fasciata ingår i släktet Dasypeltis och familjen snokar. IUCN kategoriserar arten globalt som livskraftig. Inga underarter finns listade i Catalogue of Life.
Arten förekommer i västra och centrala Afrika österut till Uganda. Honor lägger ägg.